# Promised Land (album Elvisa Presleya)
Promised Land – album studyjny Elvisa Presleya, wydany 8 stycznia 1975 roku przez RCA Records w 40. urodziny Elvisa. Został nagrany podczas ostatniej sesji nagraniowej Presleya w rodzinnym Memphis, gdzie rozpoczęła się jego sława.

## Lista utworów
| 1.  | "Promised Land" (Chuck Berry)                                                             | 2:57  |
|     |                                                                                           |       |
| 2.  | "There’s a Honky Tonk Angel (Who Will Take Me Back In)" (Troy Seals, Danny Rice)          | 3:01  |
|     |                                                                                           |       |
| 3.  | "Help Me" (Presley, Larry Gatlin)                                                         | 2:27  |
|     |                                                                                           |       |
| 4.  | "Mr. Songman" (Donnie Summer)                                                             | 2:08  |
|     |                                                                                           |       |
| 5.  | "Love Song of The Year" (Chris Christian)                                                 | 3:33  |
|     |                                                                                           |       |
| 6.  | "It's Midnight" (Billy Edd Wheeler, Jerry Chesnut)                                        | 3:21  |
|     |                                                                                           |       |
| 7.  | "Your Love's Been a Long Time Coming" (Carmol Taylor, Rory Michael Bourke, Norris Taylor) | 3:47  |
|     |                                                                                           |       |
| 8.  | "If You Talk in Your Sleep" (Johnny Christopher, Red West)                                | 2:35  |
|     |                                                                                           |       |
| 9.  | "Thinking About You" (Tim Batty)                                                          | 3:00  |
|     |                                                                                           |       |
| 10. | "You Asked Me To" (Waylon Jennings, Billy Joe Shaver)[1]                                  | 2:52  |
|     |                                                                                           |       |
|     |                                                                                           | 29:41 |
|     |                                                                                           |       |